# Staatliches Museum Schwerin

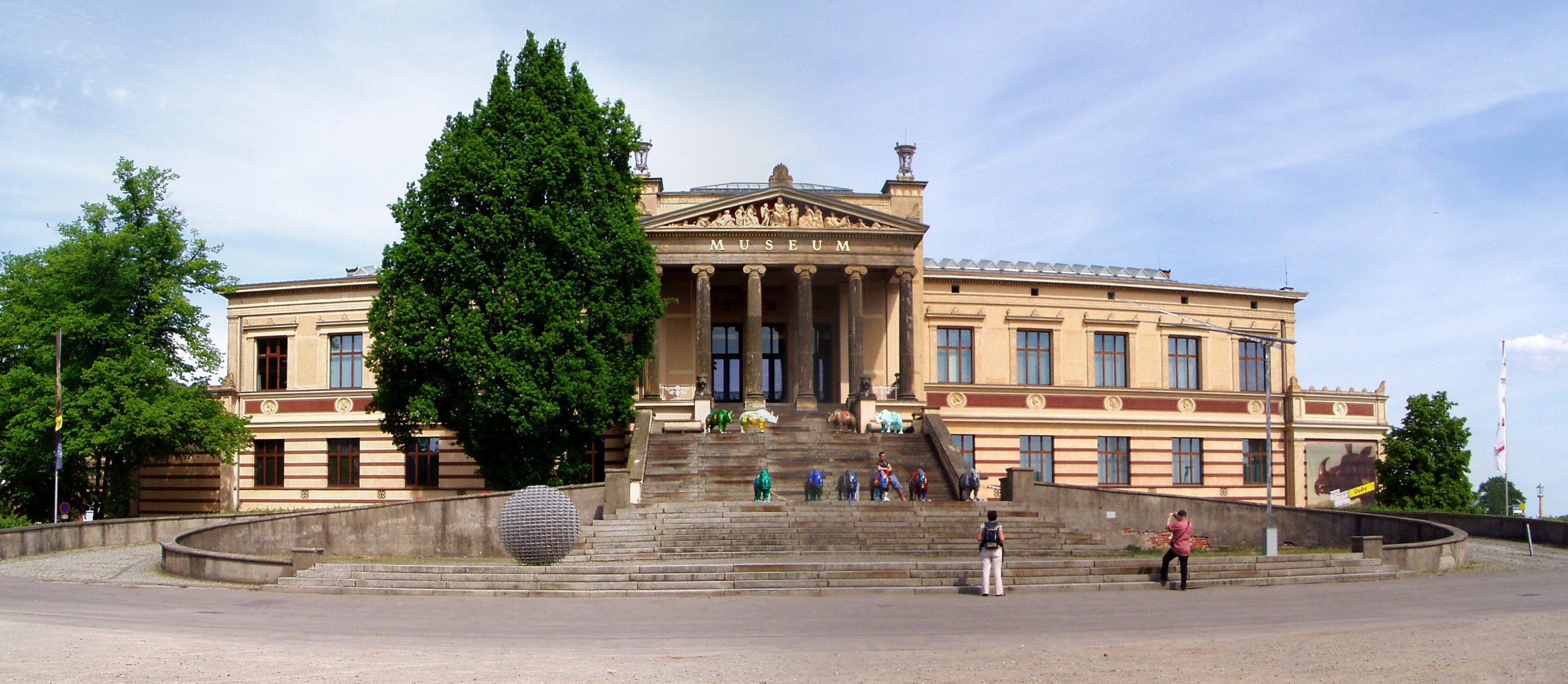
Buitenaanzicht

Het Staatliches Museum Schwerin is een kunstmuseum in Schwerin in Duitsland.

## Geschiedenis
De stichter was groothertog Frederik Frans II van Mecklenburg-Schwerin. Hij liet in 1882 een historiserend Haupthaus optrekken voor een Staatsgalerie, die naast het Staatstheater kwam. De instelling kreeg ook locaties tegenover het Schweriner Schloss en in de voormalige residenties Schloss Güstrow en Schloss Ludwigslust.

## Collectie
Het museum is landelijk bekend om zijn middeleeuwse collecties, zijn 17e-eeuwse Nederlandse en Vlaamse schilderkunst en de verzameling Fürstenberg-porselein. Met 90 werken bezit het Staatliches Museum Schwerin ook een van de belangrijkste collecties van Marcel Duchamp.